# Симинок (Констанца)
Симинок (рум. Siminoc) насеље је у Румунији у округу Констанца у општини Мурфатлар. Oпштина се налази на надморској висини од 84 m.

## Становништво
Према подацима из 2002. године у насељу је живело 1058 становника, од којих су сви румунске националности.